# Kiểm soát đại dịch COVID-19 tại Việt Nam 2021–nay
Kiểm soát đại dịch COVID-19 tại Việt Nam có nhiều thay đổi kể từ năm 2021. Việc tiêm vaccine COVID-19 bắt đầu từ ngày 8 tháng 3 năm 2021. Các biện pháp xã hội được nới lỏng hơn từ cuối năm 2021. Từ ngày 20 tháng 10 năm 2023, COVID-19 không còn là bệnh truyền nhiễm đặc biệt nguy hiểm (nhóm A). Từ ngày 1 tháng 11 năm 2023, Bộ Y tế dừng cung cấp bản tin dịch hàng ngày.

## 2021

### Biện pháp xã hội

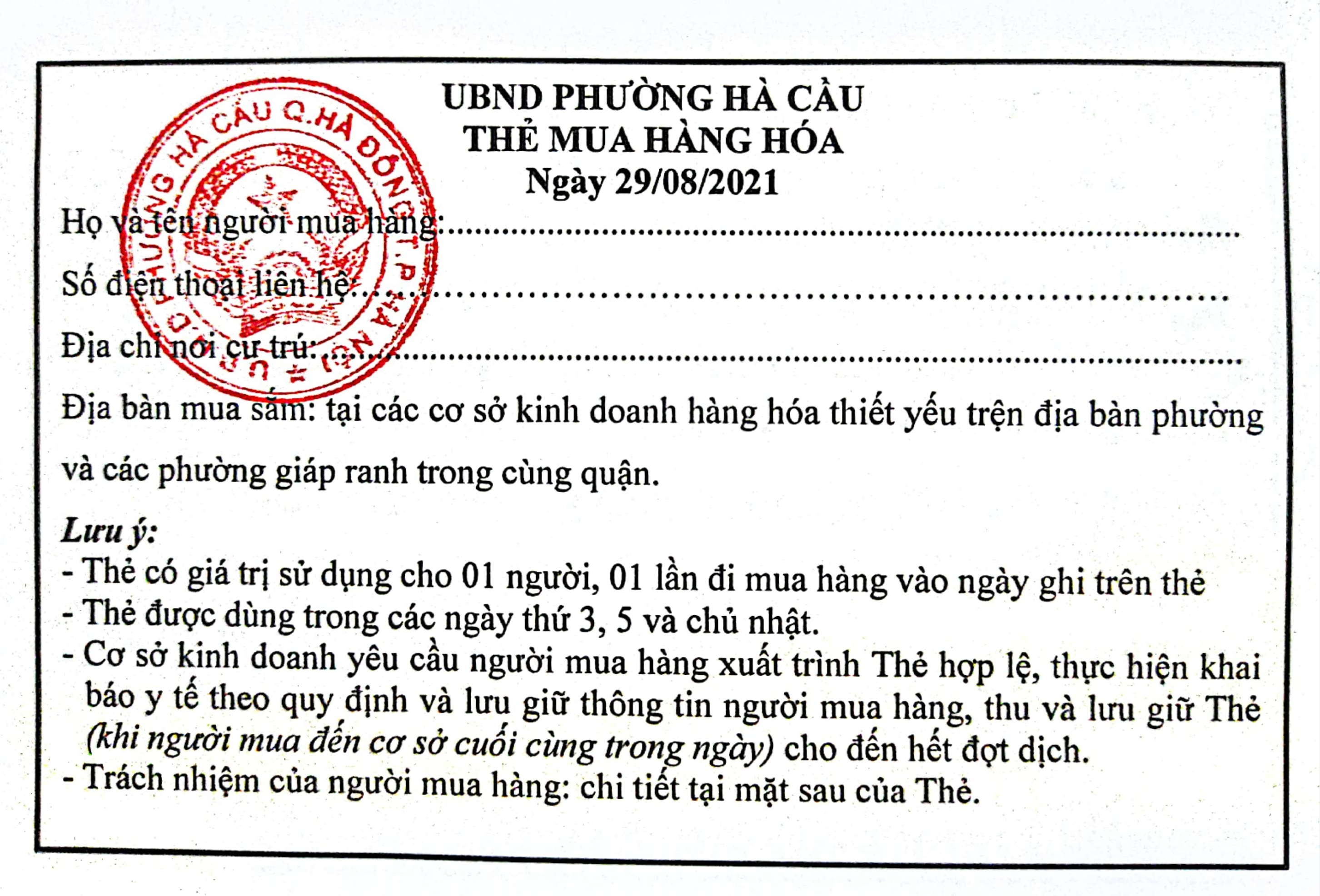
Một mẫu thẻ mua hàng hóa, được sử dụng để quản lí số lượng người đến chợ hay siêu thị.

Ngày 28 tháng 1, Hải Dương và Quảng Ninh "nâng mức báo động". Có những địa phương đã truy vết những người tiếp xúc với các ca lây nhiễm và nâng mức phòng chống dịch. Trong đó, Hải Dương thực hiện giãn cách xã hội 21 ngày kể từ 12h ngày 28 tháng 1 và phong toả riêng toàn bộ TP. Chí Linh. Cùng ngày, Bắc Giang dừng triệt để các nghi lễ tôn giáo, lễ hội văn hoá. Ngày 2 tháng 2, Bộ trưởng Y tế Nguyễn Thanh Long yêu cầu các địa phương nâng mức cao hơn, nhanh hơn trong chống dịch. Bộ trưởng Nguyễn Thanh Long cho biết các thay đổi trong chiến lược phòng, chống COVID-19 là "gộp mẫu xét nghiệm, trẻ em dưới 5 tuổi được cách ly nghiêm ngặt tại nhà và giải tỏa hàng hóa từ khu vực có dịch". Bình Phước dừng các hoạt động không thiết yếu từ ngày 2 tháng 2 đến ngày 9 tháng 2 và tiếp tục gia hạn sau đó. Từ 12h ngày 9 tháng 2, TP HCM dừng các dịch vụ "không thiết yếu". Từ ngày 10 tháng 2, Đồng Nai và Cần Thơ cũng ngưng dịch vụ "không thiết yếu". Hàng chục tỉnh, thành thông báo tiếp tục cho phép học sinh nghỉ học sau Tết Nguyên Đán 2021.
Tháng 4, xuất hiện các chuỗi lây nhiễm COVID-19 từ người cách ly khiến Việt Nam tăng cường trở lại mức độ phòng chống dịch bệnh. Ngày 31 tháng 5, nhà chức trách Thành phố Hồ Chí Minh ra lệnh giãn cách xã hội toàn thành phố với những hạn chế nghiêm ngặt hơn đối với việc tụ tập và đóng cửa số lượng nhất định các cơ sở kinh doanh và dịch vụ. TP. HCM quyết định tăng cường mức độ giãn cách bằng cách áp dụng chỉ thị 16 trong 15 ngày bắt đầu từ 0h ngày 9 tháng 7. Theo đó, người dân chỉ được ra ngoài khi "thật sự cần thiết" như làm việc tại nhà máy, công xưởng, khám chữa bệnh... Ngày 17 tháng 7, xác nhận 3705 ca cộng đồng. Thủ tướng Chính phủ Phạm Minh Chính vừa ký Công văn số 969/TTg-KGVX đồng ý áp dụng biện pháp giãn cách xã hội trên phạm vi toàn tỉnh, thành phố theo quy định tại Chỉ thị số 16/CT-TTg ở 19 tỉnh, thành miền Nam bao gồm: Thành phố Hồ Chí Minh, Cần Thơ và các tỉnh: Bình Dương, Đồng Nai, Bình Phước, Tây Ninh, Bà Rịa - Vũng Tàu, Tiền Giang, Long An, Vĩnh Long, Đồng Tháp, Bến Tre, Hậu Giang, An Giang, Bạc Liêu, Sóc Trăng, Trà Vinh, Cà Mau, Kiên Giang. Thời gian áp dụng là 14 ngày. Ngày 25 tháng 7, Chủ tịch UBND Thành phố Hồ Chí Minh Nguyễn Thành Phong đã chính thức ra chỉ thị yêu cầu người dân sẽ không ra ngoài đường sau 18 giờ kể từ ngày 26 tháng 7. Ngày 31 tháng 7, sau 1 thời gian giãn cách xã hội theo Công văn số 969/TTg-KGVX của Thủ tướng Chính phủ ngày 17 tháng 7, có những tỉnh thành quyết định tiếp tục giãn cách xã hội theo Chỉ thị số 16/CT-TTg thêm từ 7 đến 14 ngày:
- Các tỉnh kéo dài 7 ngày: Bạc Liêu, Vĩnh Long, Cà Mau,[18] Ninh Thuận,[19] Bạc Liêu,[20] Bình Phước.[21]
- Các tỉnh kéo dài 14 ngày: Thành phố Hồ Chí Minh,[22] Cần Thơ, Bến Tre, Long An, Đồng Tháp,[18] Đồng Nai.[23]

Ngày 1 tháng 10, sau gần 3 tháng áp dụng chỉ thị 16, thành phố mở cửa phần lớn các hoạt động trở lại (ngoại trừ quán bar, karaoke, vũ trường, bán vé số, nghi lễ tôn giáo,...) và áp dụng chỉ thị 18 của thành uỷ TP.HCM. Ngày 11 tháng 10, Chính phủ ban hành Nghị quyết 128/NQ-CP nhằm "Thích ứng an toàn, linh hoạt, kiểm soát hiệu quả dịch COVID-19", thay thế chỉ thị 15, 16, 19. Ngày 29 tháng 12, Bộ Y tế thay đổi định nghĩa ca bệnh nghi ngờ, F0, F1; cho phép sử dụng kết quả xét nghiệm nhanh kháng nguyên để xác định ca bệnh COVID-19 trong một số trường hợp.

### Chương trình tiêm chủng

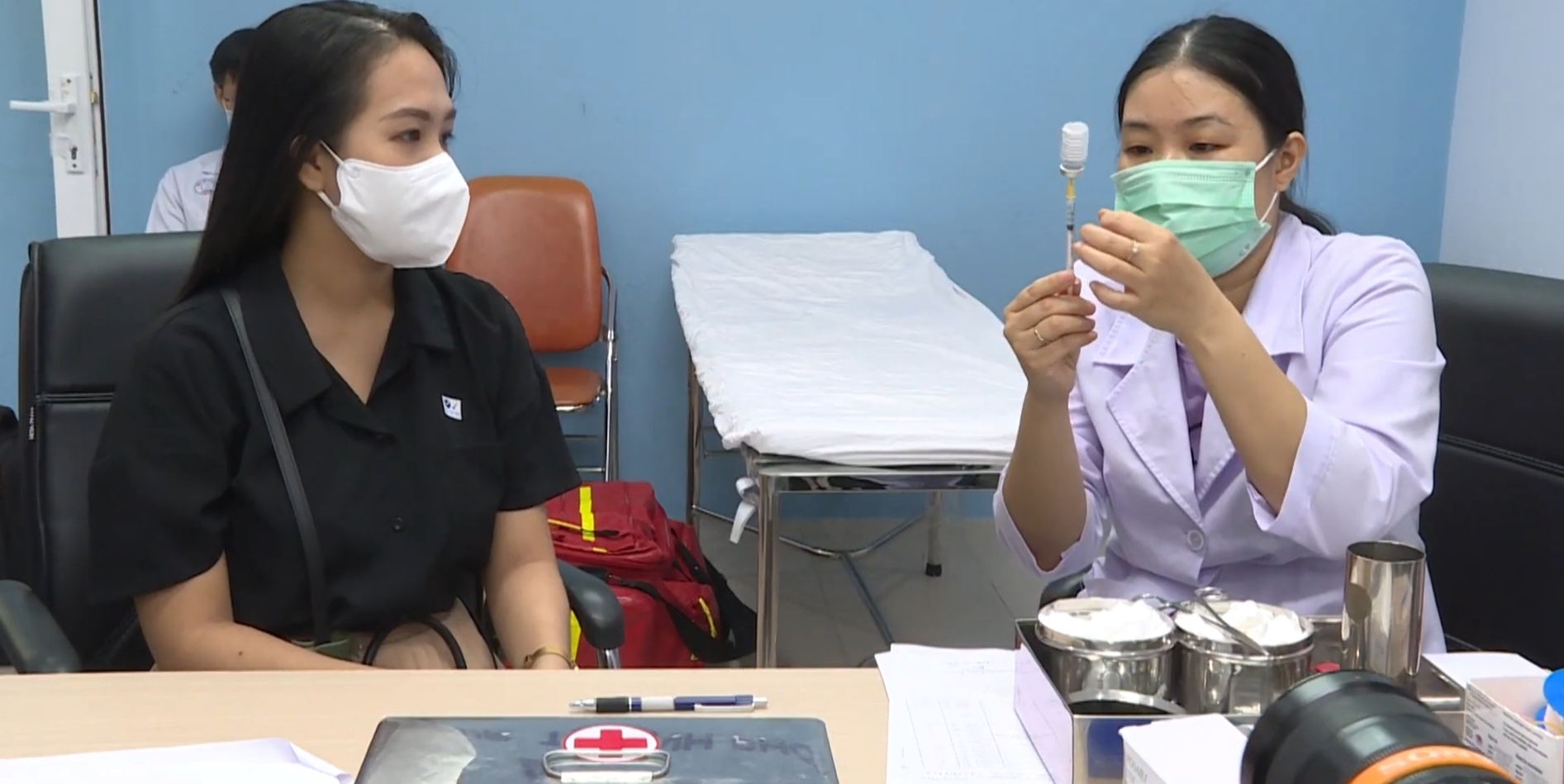
Một nhân viên y tế chuẩn bị tiêm vắc-xin COVID-19 của AstraZeneca cho một nhà báo ở Viện Pasteur TPHCM.

Để "sử dụng cho nhu cầu cấp bách" trong phòng, chống dịch COVID-19, Bộ Y tế đã đồng ý nhập khẩu 204.000 liều vaccine phòng COVID-19 đầu tiên và việc tiêm vaccine COVID-19 bắt đầu từ ngày 8 tháng 3. Ngày 1 tháng 4, lô vaccine AstraZeneca đầu tiên do Chương trình COVAX Facility thông qua UNICEF cho Việt Nam cùng với 92 quốc gia trên toàn thế giới đã về đến Việt Nam. Chính phủ Việt Nam đã giao Bộ Y tế phân phối số vaccine này cho 11 đối tượng "được ưu tiên tiêm chủng" gồm:
- Nhân viên y tế;
- Nhân viên tham gia phòng chống dịch (ban chỉ đạo các cấp, nhân viên khu cách ly, phóng viên...)
- Nhân viên ngoại giao, hải quan, cán bộ làm công tác xuất nhập cảnh;
- Lực lượng quân đội;
- Lực lượng công an;
- Giáo viên;
- Người trên 65 tuổi;
- Nhóm cung cấp dịch vụ "thiết yếu": hàng không, vận tải, du lịch, cung cấp dịch vụ điện, nước...;
- Người mắc các bệnh mãn tính;
- Người có nhu cầu đi công tác, học tập, lao động ở nước ngoài;
- Người tại vùng dịch theo chỉ định dịch tễ.

Đến ngày 13 tháng 5, giai đoạn tiêm chủng đầu tiên đã hoàn tất với 959.182 liều (có 147.982 liều mua từ tháng 2-2021) đã hoàn tất. Ngày 16-5-2021, Việt Nam đã tiếp nhân lo vaccine COVID-19 tiếp theo cũng do COVAX tài trợ với 1.682.400 liều ASTRAZENECA. Ngày 27 tháng 10, Việt Nam bắt đầu tiêm vắc-xin COVID-19 cho trẻ em tại TP.HCM. Ngày 1 tháng 12, Bộ Y tế gửi công văn hướng dẫn tiêm bổ sung và tiêm nhắc lại vaccine COVID-19. Ngày 17 tháng 12, thời điểm tiêm nhắc lại được rút ngắn còn ít nhất 3 tháng sau mũi cuối của liều cơ bản; cho phép người tiêm mũi cơ bản bằng vaccine Sinopharm, Sputnik V được tiêm bổ sung. Khi có vaccine, Bộ Y tế Việt Nam vẫn khuyến cáo người dân tuân thủ phương pháp "5K" và trở thành "5K + Vaccine".

## 2022

### Biện pháp xã hội
Ngày 9 tháng 1, Phó Thủ tướng Vũ Đức Đam yêu cầu Bộ Y tế rà soát, sửa đổi hướng dẫn đánh giá cấp độ dịch COVID-19.. Ngày 17 tháng 1, Bộ Y tế đề nghị các địa phương chấn chỉnh việc áp dụng các biện pháp phòng chống dịch không phù hợp. Từ 22 tháng 1, hành khách đi lại bằng máy bay sẽ không cần giấy chứng nhận tiêm đủ liều vắc xin, giấy chứng nhận khỏi bệnh hoặc giấy xét nghiệm. Ngày 27 tháng 1, Bộ Y tế ban hành hướng dẫn mới để xác định cấp độ dịch. Ngày 28 tháng 1, Bộ Văn hóa Thể thao và Du lịch đề nghị tạm dừng tổ chức các loại hình lễ hội và hoạt động bắn pháo hoa trong dịp Tết Nguyên đán 2022. Từ 15 tháng 2, Việt Nam dỡ bỏ hạn chế về tần suất khai thác với các chuyến bay quốc tế. Ngày 3 tháng 3, Thứ trưởng Bộ Y tế Đỗ Xuân Tuyên khuyến cáo người dân không tích trữ kit xét nghiệm COVID-19 và nên xét nghiệm nhanh theo mẫu gộp gia đình do giá kit xét nghiệm tăng cao. Ngày 14 tháng 3, Bộ Y tế ban hành Hướng dẫn quản lý tại nhà đối với người mắc COVID-19. Một ngày sau Bộ Y tế đính chính hướng dẫn, yêu cầu người mắc COVID-19 cần hạn chế tối đa ra khỏi phòng cách ly, nhưng không được ra khỏi nhà. Từ ngày 15 tháng 3, Việt Nam mở cửa đón khách quốc tế.
Ngày 15 tháng 4, Bộ Y tế đã điều chỉnh định nghĩa ca bệnh COVID-19 xác định (F0), biện pháp y tế đối với F0 và người tiếp xúc gần (F1). F1 không còn phải cách ly như trước đây. Cùng ngày, Bộ bắt đầu cấp hộ chiếu vaccine COVID-19 điện tử cho người dân. Từ ngày 27 tháng 4, Việt Nam ngừng khai báo y tế đối với khách nhập cảnh. Từ ngày 30 tháng 4, ngừng khai báo y tế nội địa. Từ ngày 15 tháng 5, Việt Nam ngừng yêu cầu xét nghiệm COVID-19 đối với người nhập cảnh. Ngày 12 tháng 9, Bộ Y tế tổ chức Lễ phát động Chiến dịch truyền thông phòng, chống dịch COVID-19 trong tình hình mới với chủ đề "Vì một Việt Nam vững vàng và khỏe mạnh". Theo đó, Bộ Y tế khuyến cáo người dân thực hiện thay đổi biện pháp phòng chống dịch phù hợp với tình hình mới, bao gồm: 2K (Khẩu trang, Khử khuẩn) + thuốc + điều trị + công nghệ + ý thức người dân.

### Chẩn đoán và điều trị
Ngày 6 tháng 1, Bộ Y tế Việt Nam đã chính thức cấp phép cho 3 công ty dược trong nước sản xuất thuốc chứa hoạt chất molnupiravir để điều trị COVID-19. Ngày 11 tháng 1, Viện Kiểm nghiệm thuốc TP. HCM công bố sản phẩm mới phòng ngừa, hỗ trợ điều trị COVID-19. Ngày 28 tháng 1, Bộ Y tế ban hành Hướng dẫn chẩn đoán và điều trị COVID-19 mới. Đây là phiên bản lần thứ 8 được Bộ Y tế cập nhật, bổ sung. Trong hướng dẫn này, thời gian cách ly của người bệnh COVID-19 cách ly, điều trị tại nhà được rút ngắn còn 7 ngày nếu có kết quả test nhanh âm tính. Ngày 17 tháng 2, Cục trưởng Cục Quản lý Dược (Bộ Y tế) ký quyết định ban hành danh mục 3 loại thuốc chứa Molnupiravir sản xuất trong nước được cấp giấy đăng ký lưu hành tại Việt Nam. Ngày 10 tháng 3, Cục Quản lý dược, Bộ Y tế chấp thuận nhập khẩu thuốc kháng thể đơn dòng Evusheld, dùng để phòng COVID-19 cho những người không thể tiêm vắc-xin.

### Chương trình tiêm chủng
Ngày 7 tháng 1, Bộ Y tế thay đổi mẫu "Giấy xác nhận đã tiêm vắc xin COVID-19", có thể sử dụng cho 3 mũi cơ bản, mũi bổ sung và 3 mũi nhắc lại. Ngày 12 tháng 1, Bộ Y tế cho biết tỷ lệ tiêm mũi 1 vaccine COVID-19 cho người trên 18 tuổi ở Việt Nam đã đạt 100%. Ngày 16 tháng 1, ứng dụng PC-COVID bổ sung tính năng tự khai báo lịch sử tiêm, lưu ảnh chụp chứng nhận tiêm, chứng nhận xét nghiệm hoặc chứng nhận F0 khỏi bệnh. Ngày 21 tháng 1, Cục Quản lý Dược, Bộ Y tế đã đồng ý tiêm mũi thứ 3 vaccine Moderna với liều bằng nửa liều cơ bản. Ngày 5 tháng 2, Chính phủ Việt Nam đồng ý mua 21,9 triệu liều vắc xin Pfizer cho trẻ từ 5 đến dưới 12 tuổi. Ngày 23 tháng 2, Tổ chức Y tế Thế giới thông báo Việt Nam là một trong các quốc gia được nhận chuyển giao công nghệ sản xuất vaccine mRNA. Ngày 28 tháng 2, tăng hạn sử dụng vắc-xin COVID-19 Abdala của Cuba từ 6 tháng lên 9 tháng ở điều kiện bảo quản 2-8 độ C. Ngày 1 tháng 3, Bộ Y tế phê duyệt vắc-xin COVID-19 của Pfizer–BioNTech cho trẻ từ 5-11 tuổi. Ngày 3 tháng 3, Cục Quản lý đồng ý cập nhật hạn dùng của vắc-xin COVID-19 Moderna từ 7 tháng lên 9 tháng ở điều kiện bảo quản -25 độ C đến -15 độ C. Sáng 14 tháng 4, bắt đầu tiêm vắc-xin phòng COVID-19 cho trẻ 5 - 12 tuổi ở Quảng Ninh.

## 2023–nay
Từ ngày 20 tháng 10 năm 2023, COVID-19 không còn là bệnh truyền nhiễm đặc biệt nguy hiểm (nhóm A). Ngày 29 tháng 10 năm 2023, quyết định 3983/QĐ-BYT, bãi bỏ 160 văn bản phòng, chống dịch COVID-19 do Bộ Y tế ban hành, có hiệu lực. Từ ngày 1 tháng 11 năm 2023, Bộ Y tế dừng cung cấp bản tin dịch hàng ngày. Ngày 25 tháng 1 năm 2024, Bệnh viện dã chiến số 13 (huyện Bình Chánh, TP.HCM) là bệnh viện dã chiến phòng chống COVID-19 cuối cùng của Việt Nam chính thức giải thể.